# جولیان (کالیفرنیا)
جولیان (به انگلیسی: Julian) یک منطقهٔ مسکونی در ایالات متحده آمریکا است که در شهرستان سن دیگو، کالیفرنیا واقع شده‌است. جولیان ۲۰٫۳۰۳ کیلومتر مربع مساحت و ۱٬۵۰۲ نفر جمعیت دارد و ۱٬۲۸۸ متر بالاتر از سطح دریا واقع شده‌است.